# Балківка
Ба́лківка —  село в Україні, у Мурованокуриловецькій селищній громаді Могилів-Подільського району Вінницької області. Населення становить 8 осіб. 
Знаходиться село на дні яру, де зливається дві річки Теребиж та Жван. Балківка розташована на висоті 180 метрів над рівнем моря, а навколишня територія знаходиться на 280 метровій висоті над рівнем моря. Біля села знаходиться джерело «Регіна».

## Історія
7 (20) листопада 1917 року, відповідно до Третього Універсалу Української Центральної Ради, увійшло до складу Української Народної Республіки.
12 червня 2020 року, відповідно до Розпорядження Кабінету Міністрів України № 707-р «Про визначення адміністративних центрів та затвердження територій територіальних громад Вінницької області», увійшло до складу Мурованокуриловецької селищної громади.
19 липня 2020 року, в результаті адміністративно-територіальної реформи та ліквідації Мурованокуриловецького району, село увійшло до складу новоутвореного Могилів-Подільського району.